# Leuckartiara brownei
Leuckartiara brownei is een hydroïdpoliep uit de familie Pandeidae. De poliep komt uit het geslacht Leuckartiara. Leuckartiara brownei werd in 1990 voor het eerst wetenschappelijk beschreven door Larson  & Harbison. 